# 随机化算法
随机化算法（randomized algorithm），是一种算法，在算法中使用了随机函数，且随机函数的返回值直接或者间接的影响了算法的执行流程或执行结果。就是将算法的某一步或某几步置于运气的控制之下，即该算法在运行的过程中的某一步或某几步涉及一个随机决策，或者说其中的一个决策依赖于某种随机事件。